# War & Peace
War & Peace és una mini-sèrie britànica en sis parts, dirigida per Tom Harper i difosa del 3 de gener al 7 de febrer de 2016 a la cadena BBC One, tornada a muntar en quatre parts i difosa als Estats Units del 18 de gener al 8 de febrer de 2016 simultàniament a Lifetime, A&E i History.
Es tracta de l'adaptació en sis episodis de la gran novel·la Guerra i pau de Lev Tolstoi. L'escriptura del guió ha estat confiada a Andrew Davies, conegut per a la seva adaptació de Pride and Prejudice. Més de 150 actors i 600 figurants han participat al rodatge que s'ha desenvolupat durant cinc mesos a Rússia, a Letònia i a Lituània, inclòs el Palau d'Hivern de Sant Petersburg. Entre el repartiment, es troben moltes estrelles: Paul Dano (There Will Be Blood, 12 Years a Slave), Lily James (Downton Abbey, La Ventafocs) o Gillian Anderson (X-Files).

## Sinopsi
El 1805, mentre Rússia estava en guerra amb França, Pierre Bezoukhov, fill il·legítim d'un ric comte, va manifestar la seva admiració per Napoleó a l'alta societat de Sant Petersburg.
Durant aquest temps el príncep André Bolkonsky, cansat de la vida de l'alta societat i presoner de la seva esposa embarassada Lisa, decideix allistar-se a l'exèrcit per combatre els francesos. Després d'algunes escapades amb Anatole Kouraguine, Pierre que torna a veure el seu pare moribund s'atura en el camí per veure la família Rostov.
Natacha Rostov encoratja el lligam del seu germà Nicolas amb la seva cosina sense diners Sonya i somnia una vida més emocionant.
La sèrie, a través d'un fresc històric, mostra els seus personatges principals, descendents de mitjans afavorits, que busquen donar un sentit a la seva vida

## Repartiment

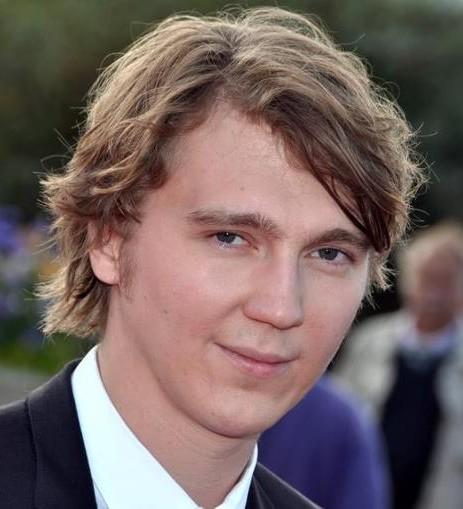
Paul Dano, Deauville 2012

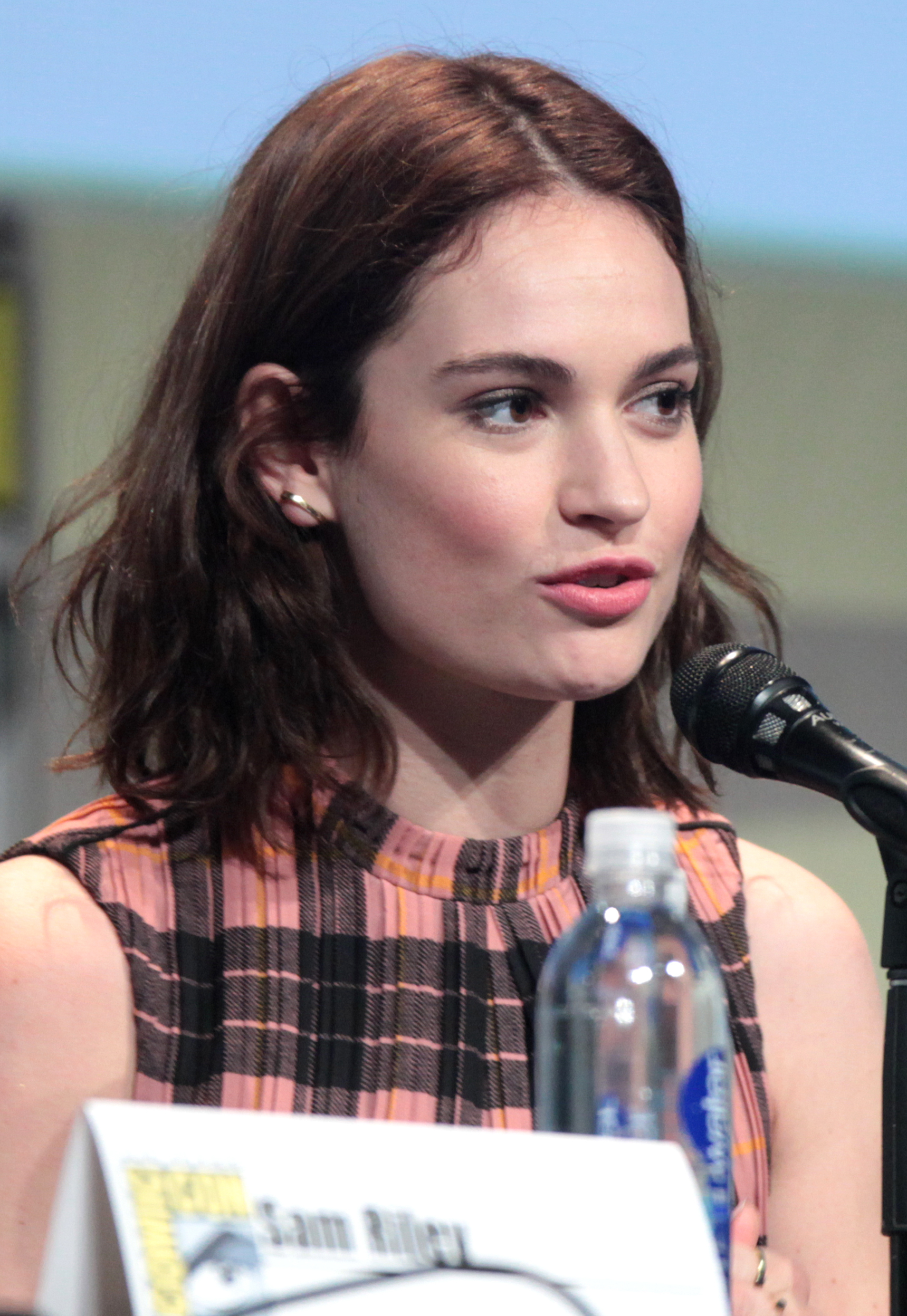
Lily James l'any 2015

### Actors principals
- Paul Dano: Pierre Bezoukhov
- Lily James: Natacha Rostov
- James Norton: Príncep André Bolkonsky
- Jessie Buckley: Marie Bolkonsky
- Jack Lowden: Nicolas Rostov
- Aisling Loftus: Sonia Rostov
- Tom Burke: Fiodor Ivanovitch Dolokhov
- Tuppence Middleton: Hélène Kouraguine
- Callum Turner: Anatole Kouraguine
- Adrian Edmondson: Comte Ilya Rostov
- Rebecca Front: Anna Mikhaïlovna Droubetskoi
- Greta Scacchi: Comtessa Natalia Rostov
- Aneurin Barnard: Boris Drubetskoy
- Mathieu Kassovitz: Napoleó Bonaparte
- Stephen Rea: Princep Vassily Kuraguin
- Brian Cox: Mikhaïl Kutúzov
- Kenneth Cranham: Oncle Mikhaïl
- Gillian Anderson: Anna Pavlovna
- Jim Broadbent: Príncep Nicolas Bolkonsky

### Actors secundaris
- Kate Phillips: Lise Bolkonsky
- Olivia Ross: Senyoreta Bourienne
- Thomas Arnold: Vassili Denissov
- Adrian Rawlins: Plató Karataïev
- Ken Stott: Osip Alexeevich Bazdeev
- David Quilter: Tikhon
- Ben Lloyd-Hughes: Tsar Alexandre I
- Otto Farrant: Pétia Rostov
- Chloe Pirrie: Julie Karaguin
- Rory Keenan: Bilibine
- Terence Beesley: General Bennigsen
- Pip Torrens: David XII de Kartli i Kakhètia
- Guillaume Faure: Adjudant de Napoleó
- Ludger Pistor: General Mack
- Thibault Evrard: Capità Remballe
- Laurent Maurel: Vescomte francès